# Palau dels Comtes de Ròtova
El Palau dels Comtes de Ròtova és un edifici urbà barroc edificat a la segona meitat del  segle XIV, l’element patrimonial arquitectònic més rellevant de Ròtova i Be d'Interès cultural des del 2017. Es tracta d'un edifici fortificat, situat al centre del poble, per on antigament passava el camí reial de Xàtiva. Des de primeries de l’any 2004 el palau es propietat i patrimoni del poble de Ròtova.

## Història
Aquesta casa senyorial de tres altures (planta baixa destinada a les dependències del servei, planta noble i andana), va ser bastida la segona meitat del segle XIV i reformada a finals del XVII. Els senyors de Ròtova van deixar d’usar-la la segona meitat del segle xvii, quan van fixar la nova residència al Palau dels Boïl d’Arenós de València. Les poques rendes que produïa el feu de Ròtova, unit al progressiu abandonament de l’edifici i dels monopolis feudals a causa de l’endeutament de la casa, feren que Josepa Balaguer venguera la senyoria de Ròtova al mercader i llaurador ric d’Ador, capità de les milícies del regne, Josep Faus. Els nous propietaris convertiren la senyoria de Ròtova en el centre dels seus negocis i, entre 1696 i 1699, van remodelar el deteriorat palau en l’estil barroc que encara manté. En la presa de possessió de Tomàs Martínez de la Raga l’any 1759, descendent de la família Faus, hi ha referències a l’almàssera, en la qual hi ha dos renglons i dues premses; l’hort, i el tancat. També s’ha constatat l’existència d’un nou monopoli feudal: una nevera urbana, ubicada sota el palau. La primigènia nevera fou ampliada amb dues cases de neu més durant la segona meitat del segle xviii.

## L'Edifici
El seu origen seria una antiga casa senyorial que abasta tota una maçana del poble i que encara actualment mostra una esvelta façana en la que ressalta l’escut nobiliari de la família amb fusta tallada.

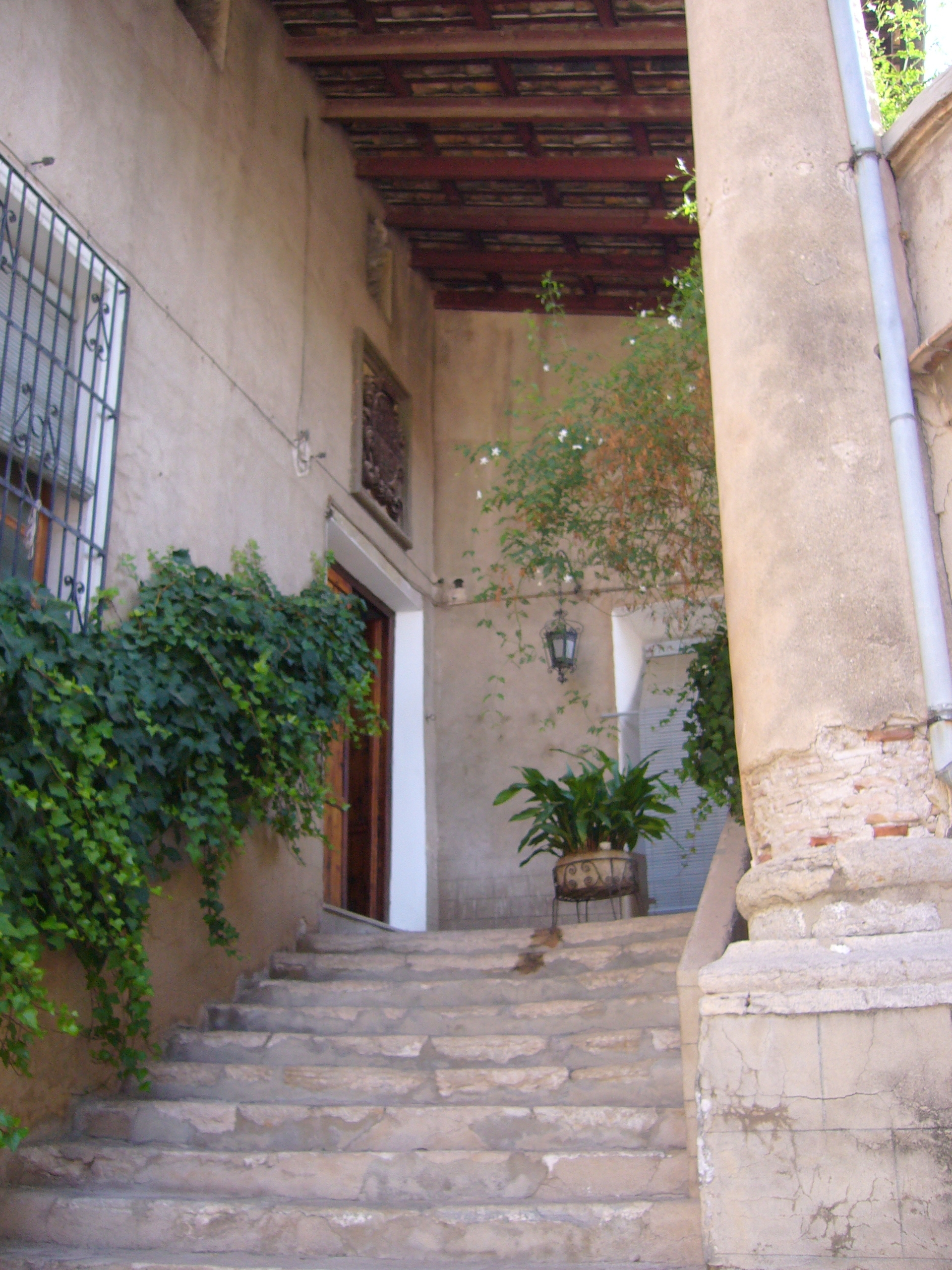
Escala imperial

L'àrea del palau té una superfície de 1913,06 m2, en la que es poden distingir els següents espais:
- Un edifici principal en forma de " L " amb tres i una superfície per planta de 393,72 m2 y una superfície total de 1.181,16 m2 construïts, el qual mostra murs de maçoneria de 60 cm d’amplària, forjats amb bigues de fusta i coberta de teula àrab.
- Una gran escala escala imperial de pedra calcària amb una robusta columna, suport d’una marquesina feta de teules àrabs que dona d’accés a la façana principal. Sobre la porta d’entrada a la planta noble, hi ha un gran escut nobiliari de Miquel Escrivà Faus, senyor de Ròtova, Favara, Benirredrà i Benifallim. Aquest escut va ser declarat Be d'Interès Cultural el 1998.
- Un pati d’armes d’accés de 393,72 m2, tancat amb una muralla amb merlets, hi destaca l’escala imperial de pedra calcària amb una robusta columna coríntia de maó, suport d’un pòrtic fet de teules àrabs.
- Uns jardins posteriors de 742,87 m2, on trobarem pins de gran port.
- Unes edificacions annexes de principis del segle xx, amb una superfície en planta de 300,06 m².

El magatzem exterior albergava una almàssera, les peces de la qual es troben hui a la cooperativa de Benialí. L’edifici conserva algunes cambres originals, trobant-se compartimentat en tres parts. A l’interior de l’àrea del palau s’han fet excavacions arqueològiques que han permès descobrir restes de ceràmica que abasten des de l'època ibèrica.
- L'any 2024 es realitzen tasques de conservació i millora a l'edifici[6]